# Jutta Burggraf

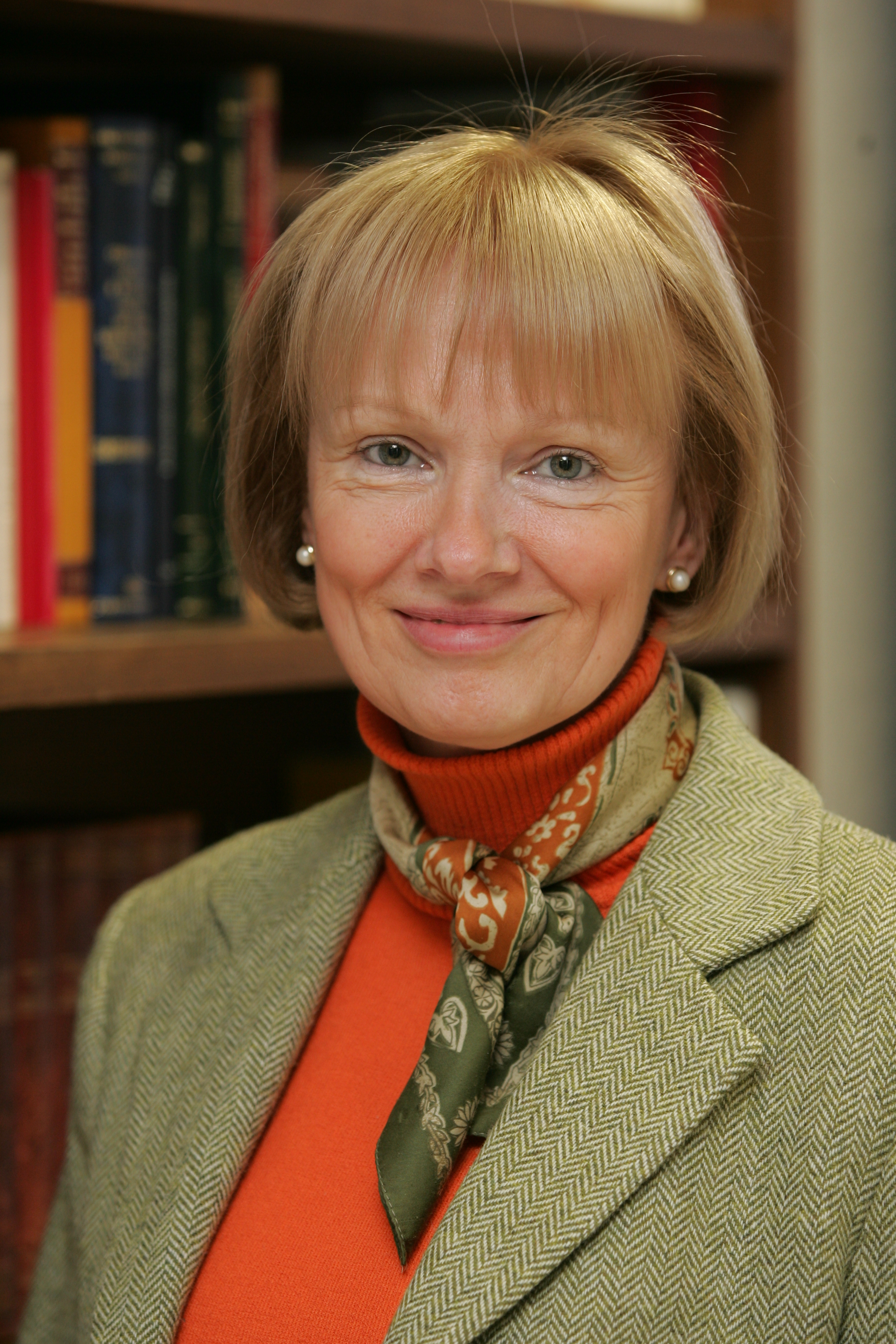
Jutta Burggraf

Jutta Burggraf (1952 Hildesheim, Alemanha – 5 de novembro de 2010 em Pamplona, Espanha) foi uma teóloga católica alemã. Burggraf leccionou na Universidade de Navarra, onde escreveu livros e fez pesquisas. Ela era membro do Opus Dei.